# Mont Harif
El Mont Harif (en hebreu, הר חריף) és una muntanya amb una altitud de 1.012 metres situada al desert del Nèguev, al sud d'Israel.
La muntanya es troba a la part central del desert del Nèguev, a uns 85 km al sud-oest de la ciutat de Beerxeba, a 112 km, al nord-oest de la ciutat d'Elat, a la frontera amb Egipte. La muntanya és el segon cim més alt del desert del Nèguev, després del cim del mont Ramon. Una base militar de les FDI es troba a la muntanya per la seva ubicació estratègica a la frontera amb Egipte.
Al jaciment arqueològic s'han descobert en el passat restes d'un assentament prehistòric. A uns 5 km a l'est de la muntanya hi ha un grup de 17 cisternes d'aigua que es calcula que es van construir durant el regnat del rei Salomó i que, aparentment, estaven actives fins a l'exili babilònic. Algunes de les cisternes d'aigua encara s'omplen d'aigua durant les estacions d'hivern.
El 21 de setembre de 2012, les forces de les FDI, que estaven salvaguardant els treballadors civils que construïen la barrera Israel-Egipte, van ser emboscades per tres militants fortament armats que van obrir foc contra ells i van aconseguir matar un soldat i ferir-ne un altre lleument.